# Маркс, Максимилиан Осипович
Максимилиан Осипович Маркс (1816 — 1891 или 1893) — российский этнограф, метеоролог и мемуарист.

## Биография
Родился в Витебске (по другим сведениям — в местечке Дубецк, Галиция) 7 (19) октября 1816 в семье подпоручика войска Царства Польского. В 1834 году окончил Витебскую гимназию и поступил на медицинский факультет Московского университета. Университет он не окончил из-за болезни и вернулся на некоторое время в Витебск; в 1841—1860 годах жил в Смоленске. В 1857 году сдал экзамен на естественном отделении физико-математического факультета на звание учителя географии и преподавал: сначала в Смоленской гимназии, а с 1861 года — географию в 4-й московской гимназии.
Переехав в Москву с семьёй, Маркс сошёлся здесь с польскими подпольными революционными организациями «Общество студентов-поляков в Москве» и «Союз сторонников движения». В 1863 году был арестован по подозрению в повстанческой деятельности и помещён в Трубецкой бастион Петропавловской крепости. Через два месяца освобождён за недостатком улик, но находился под негласным надзором полиции. В 1866 году вновь арестован по делу Дмитрия Каракозова и предан суду по обвинению в содействии тайному обществу и в укрывательстве польских политических преступников; в сентябре 1866 году приговорён к лишению всех прав и ссылке на поселение в Сибирь. С января 1867 года жил в селе Кежма, с декабря 1868 года — в Енисейске.
В Енисейске Максимилиан Маркс долгие годы занимался метеорологическими наблюдениями (основал первую метеостанцию в Сибири), являлся одним из инициаторов открытия местного краеведческого музея, обучал детей, составлял таблицы времени для городов Енисейской губернии, изучал быт народов Сибири. Был инициатором создания метеостанций в Туруханске, при впадении в Енисей реки Нижняя Тунгуска, в устье Енисея (Гольчиха). Участвовал в разборе и отправке коллекций, собранных экспедицией А. Л. Чекановского. Вёл подготовку морской экспедиции по Енисею и Северному морскому пути в Европу. Изучал состояние золотых приисков в енисейской тайге.
Составил маршрутные карты Енисея и его притоков, позже использованные научными экспедициями по изучению водной системы Обь-Енисей. За труды по метеорологии и промер Енисея был награждён золотой медалью Русского географического общества. В 1882 году сделал публикацию об обнаружении им космической пыли в «Известиях русского географического общества» (1882. — Вып. III. — С. 37—40).
В 1887—1888 годах М. О. Маркс написал мемуары «Записки старика». Рукописная книга планировалась к публикации в журнале «Русская старина», но не была издана (позже изданы фрагменты) и сейчас хранится в библиотеке АН Украины во Львове. Автор работ о климате Сибири («Записки Императорской Академии наук». — 1887. — Т. 55), заметок о К. Коссовиче («Русская старина». — 1886. — Т. 52) и М. Буташевиче-Петрашевском («Русская старина». — 1889. — Т. 62).
В 1877 году получил разрешение поселиться в Екатеринославской губернии, но из-за болезни разрешением не воспользовался. В феврале 1879 года ему были возвращены все права; из-под полицейского надзора он был освобождён в 1880 году, с разрешением жить повсеместно, кроме столиц, столичных и Таврической губерний.
Умер в Енисейске в 1891 или 1893 году.